# Izajasz (imię)
Izajasz – imię męskie pochodzenia biblijnego. Wywodzi się od hebrajskiego Yesha’yahu oznaczającego „Jahwe jest zbawieniem”. Nosił je jeden z wielkich proroków – Izajasz, autor Księgi Izajasza, a także święci katoliccy. Występowało w Polsce już w średniowieczu, od 1243 r., jako Iza(i)jasz, Eza(i)jasz, Jeza(i)jasz (wsł. Isaj), i ze zdrobnieniami (wsł.) Saj, Sajek, Sajko, Isachno, Isan, Isanko, Sachaniec, Sachno, San, Sania, Saniec, Sań, Sańko.
Wraz z innymi starotestamentowymi, czy, szerzej, chrześcijańskimi imionami Izajasz trafił do Polski za pośrednictwem łaciny, czego skutkiem jest udźwięcznienie interwokalicznego s i przekształcenie wygłosowego -as (Isaias) w -asz. Na Ruś z kolei to samo imię przeniknęło z greki, w postaci Isaija, a także w skróconej formie Isaj, która w XV wieku popularna była na Rusi Halickiej, wówczas od stu lat przyłączonej do Polski. Funkcjonowały tamże również derywaty od tego imienia: Isajowicz i Isajowski. Od formy Isaj i jego pochodnych wywodzą się nazwy miejscowości: Isaje, Isajewicze, Isajki, Isajowice, Isajska Góra, a także prawdopodobnie Sainka lub Saińce, Sajczyce, Sajków, Sajówka, Szajdówka, Szajczyce, Szajkuny, Szajec, Szajka, Szajki, Szajno, Szajny. Jeśli chodzi o nazwiska oparte na rdzeniu Saj-, to niemal wszystkie one występują w też w obocznej formie na Szaj-. Również Ormianie zamojscy używali imienia Isajas z derywatami Saja i Szaja oraz patronimikami Szajewicz, Szajewiczowa, Szajowicz.
Izajasz imieniny obchodzi 8 lutego i 16 lutego.
Znane osoby noszące imię Izajasz:
- Izajasz (postać biblijna) – jeden z największych proroków Starego Testamentu
- Izajasz (Chronopulos) (ur. 1931) – grecko-amerykański duchowny prawosławny w jurysdykcji Patriarchatu Konstantynopola, od 2002 metropolita Denver
- Isaiah Berlin, brytyjski historyk idei i filozof
- ojciec Izajasz Boner zwany błogosławionym (1399–1471), polski duchowny katolicki, sługa Boży Kościoła katolickiego
- Isaías Medina Angarita (1897–1953) – wenezuelski polityk, prezydent Wenezueli w latach 1941–1945.

Postaci fikcyjne o tym imieniu:
- Izaya Orihara – postać z light novel Durarara!, a także mangi i anime o tym samym tytule

Postaci anonimowe:
- Deutero-Izajasz – według jednego ze współczesnych poglądów autor rozdziałów 40–55 biblijnej Księgi Izajasza

Odpowiedniki w innych językach:
- język angielski – Isaiah
- język francuski – Isaïe
- język hebrajski – יְשַׁעְיָהוּ (Jeszajahu)
- język włoski – Isaia
- język hiszpański – Isaías
- język portugalski – Isaías
- język rosyjski – Исай
- język ukraiński – Ісай